# Die weiße Sklavin (Filmreihe)

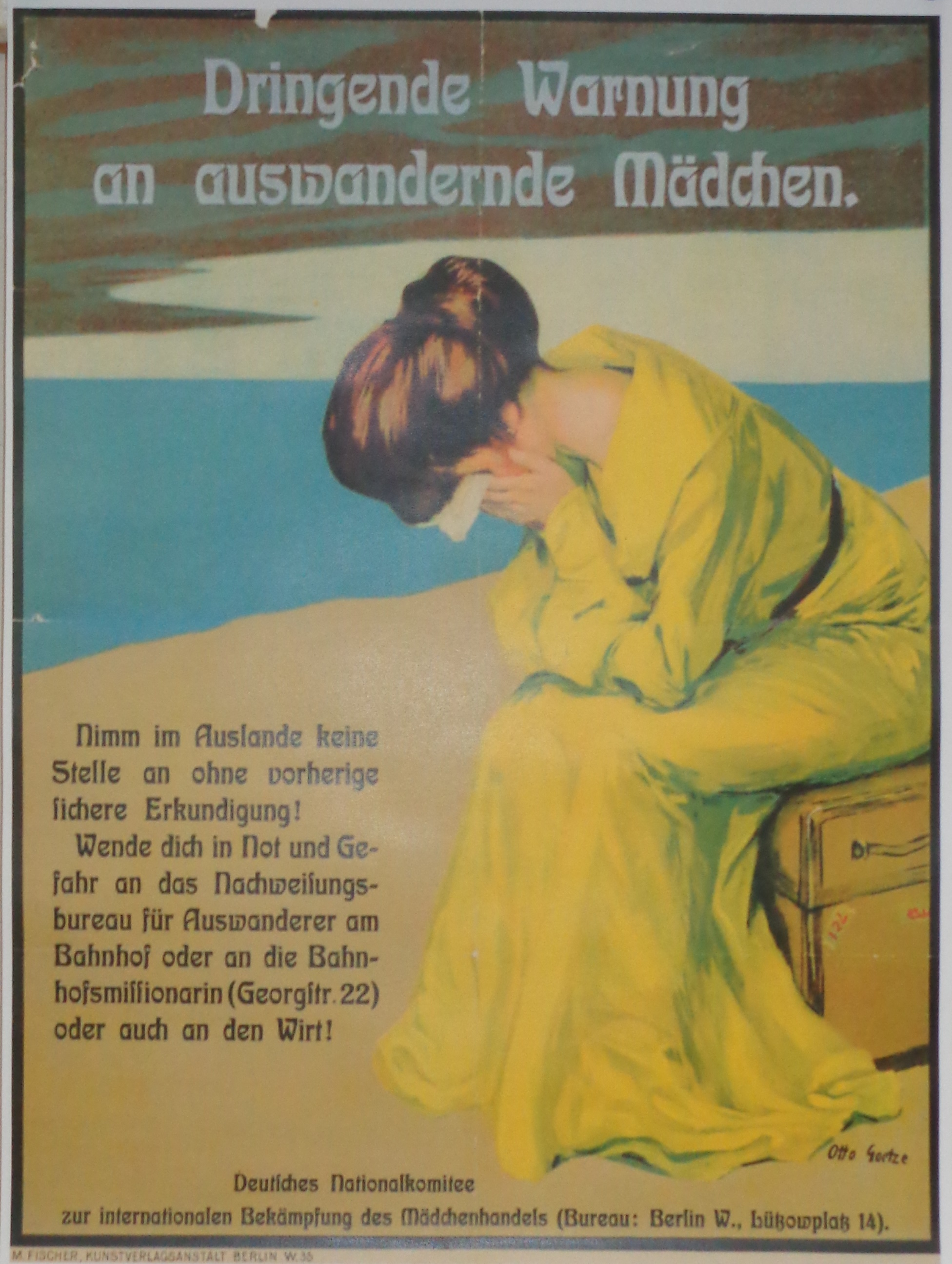
Warnplakat für ausreisewillige Frauen (Anfang 20. Jahrhundert)

Die weiße Sklavin war eine in Dänemark initiierte Stummfilmreihe zum Thema Mädchenhandel, die vor dem Ersten Weltkrieg entstand. Vor allem die in den frühen 1910er Jahren gedrehten Produktionen, die zumeist die Gefahren junger Frauen auf Reisen ins Ausland thematisierten, erfreuten sich auch international großer Beliebtheit. Filmhistoriker Michael Esser schreibt hierzu: „Neben den Detektiv-Serien bildeten die Weißen Sklavinnen-Filme in Dänemark und Deutschland einen wesentlichen Bestandteil des trivialen Kinos, ohne dessen Erfolg die Expansion der Filmwirtschaft in den Jahren zwischen 1905 und 1914 sehr viel langsamer und beschwerlicher verlaufen wäre“. Die Grundlagen der in ihnen erzählten Geschichten entstammten dem modernen Massenmedium Zeitung; durch Aktualität und Realitätsbezug gewannen die abenteuerlichen Kolportage-Storys den Anschein der Glaubwürdigkeit.

## Hintergründe, Entstehungsgeschichte
Am 18. Mai 1904 wurde erstmals ein internationales Abkommen geschlossen, das den Handel mit minderjährigen weißen Mädchen und gewaltsam entführten Frauen strafrechtlich regelte. Daraufhin begann auch die bis dahin kaum entwickelte Kinematographie dieses Thema für sich zu entdecken. Das erste Ergebnis von Bedeutung war 1906 Den hvide slavinde, ein Film, mit dem der dänische Filmpionier Viggo Larsen das über viele Jahrzehnte hinweg populäre Genre des Mädchenhandel-Films begründete. Nachdem sich am 4. Mai 1910 ein weiteres internationales Abkommen expressis verbis mit der Bekämpfung des Mädchenhandels befasste, erhielt dieses Filmgenre kurzzeitig Seriencharakter. Der große Erfolg, den die frühen Sklavin-Filme auch im deutschen Kaiserreich hatten, führte dazu, dass Larsen im Frühjahr 1911 mit Die weiße Sklavin, 3. Teil auch einen deutschen Sklavin-Film inszenierte. Es folgten in unregelmäßigen Abständen weitere deutsche Sklavin-Produktionen, zuletzt 1927 eine Fassung mit Liane Haid in der Titelrolle.

## Filme
Nachfolgend werden nur diejenigen Filme aufgelistet, die in dänischer oder deutscher Sprache die Worte „Die weiße Sklavin“ im Titel führen und dieser Reihe zuzuordnen sind. Weitere Mädchenhandel-Filme wie etwa die Stummfilme Der Weg, der zur Verdammnis führt (1919) und Das Frauenhaus von Rio (1927) werden hingegen in dieser Liste ebenso wenig berücksichtigt wie diejenigen Produktionen, die im Tonfilm das Thema Mädchen- und Frauenhandel aufgriffen wie z. B. Der Weg nach Rio (Deutsches Reich 1930), Die weiße Sklavin (L’esclave blanche, Frankreich 1939), Export in Blond (Bundesrepublik Deutschland 1950, ein Remake von Das Frauenhaus von Rio), Mädchenhandel (La tratta delle bianche, Italien 1952), Mannequins für Rio (1954) und der hochrangig besetzte Hollywoodstreifen Ashanti aus dem Jahre 1978.
| Jahr | Deutscher Titel                                         | Originaltitel                                           | Regisseur      | Darsteller        |
| ---- | ------------------------------------------------------- | ------------------------------------------------------- | -------------- | ----------------- |
| 1906 | Die weiße Sklavin                                       | Den hvide slavinde                                      | Viggo Larsen   | Gerda Jensen      |
| 1910 | —                                                       | Den hvide slavehandel                                   | Alfred Cohn    | Christel Holch    |
| 1910 | Die weiße Sklavin                                       | Den hvide slavehandel I.                                | August Blom    | Ellen Diedrich    |
| 1911 | Die weiße Sklavin II                                    | Den hvide slavehandel II.                               | August Blom    | Clara Pontoppidan |
| 1911 | Die weiße Sklavin, 3. Teil                              | Die weiße Sklavin, 3. Teil                              | Viggo Larsen   | Wanda Treumann    |
| 1912 | Nina, die weiße Sklavin                                 | Det berygtede hus / Den hvide slavehandel III.          | Urban Gad      | Lilly Lamprecht   |
| 1921 | Die weiße Sklavin, 1. Teil: Zwei Eide                   | Die weiße Sklavin, 1. Teil: Zwei Eide                   | Arthur Teuber  | Evi Eva           |
| 1921 | Die weiße Sklavin, 2. Teil: Das Schweigen der Großstadt | Die weiße Sklavin, 2. Teil: Das Schweigen der Großstadt | Arthur Teuber  | Evi Eva           |
| 1927 | Die weiße Sklavin                                       | Die weiße Sklavin                                       | Augusto Genina | Liane Haid        |